# Gasteruption scintillans
Gasteruption scintillans är en stekelart som beskrevs av Pasteels 1957. Gasteruption scintillans ingår i släktet Gasteruption och familjen bisteklar. Inga underarter finns listade i Catalogue of Life.